# اردشیر دوم پادوسپانی
استندار حسام‌الدوله اردشیر پور ناماور یا اردشیر دوم بیست و پنجمین فرمانروای دودمان پادوسپانیان بود که میان سال‌های ۶۴۰ تا ۶۴۳ هجری در رویان و گیلان حکومت داشت. حکومت کوتاه اردشیر همزمان با سربرآوردن دوبارهٔ باوندیان و تأسیس سومین شاخهٔ این خاندان توسط حسام‌الدوله اردشیر باوندی بود. دو اردشیر با یکدیگر متحد شده و امور طبرستان را منظم ساختند. بنا بر شواهدی که اولیاءالله آملی در کتابش ثبت کرده، اردشیر در گیلان تخت داشته و اسکندر، برادرش، اقلاً تا ۶۶۲ هجری در ناتل حکومت می‌کرد. همچنین اولیاءالله شعر زیر را در وصف اردشیر پادوسپانی ضبط کرده‌است:
| اردشیر، آن شه پردل که گه بخشش و جنگ |  | نگذارد اثر از هستی دریا و نهنگ،     |
| آن‌که بهرام فلک روی سوی گور نهد      |  | چون وی از کیش برآرد به گه جنگ، خدنگ |